# A számolás joga (film)
A számolás joga (eredeti cím: Hidden Figures) 2016-ban bemutatott amerikai életrajzi filmdráma Theodore Melfi rendezésében. A forgatókönyvet Margot Lee Shetterly azonos című könyve alapján Melfi írta, Allison Schroeder forgatókönyvíróval közösen.
A történet középpontjában a NASA-nál dolgozó afroamerikai matematikusnők állnak, köztük a Taraji P. Henson által alakított Katherine Johnson, aki a Mercury-program keretein belül végzett számításokat az űrverseny idején. További főszerepekben Octavia Spencer és Janelle Monáe látható (ők Dorothy Vaughan, illetve Mary Jackson matematikusnőket személyesítik meg). Mellékszerepben feltűnik még Kevin Costner, Kirsten Dunst, Jim Parsons, Glen Powell és Mahershala Ali.
A forgatás 2016 márciusában kezdődött Atlantában és ugyanezen év májusában fejeződött be.
A filmet szűkebb közönség előtt 2016. december 25-én mutatta be a 20th Century Fox, majd 2017. január 6-án a nagyközönség számára is elérhetővé tették.
A kritikusok pozitívan fogadták a filmet, A számolás joga a jegypénztáraknál is jól teljesített, 236 millió amerikai dolláros bevételt érve el. A National Board of Review által a 2016-os év tíz legjobb filmje között számon tartott dráma számos díjat és jelölést szerzett. Egyéb díjak mellett három Oscar-jelölést (legjobb adaptált forgatókönyv, legjobb film, legjobb női mellékszereplő) és két Golden Globe-jelölést (legjobb eredeti filmzene, legjobb női mellékszereplő) kapott, emellett elnyerte a legjobb szereplőgárda (mozifilm) kategóriában járó Screen Actors Guild-díjat.

## Cselekmény
A történet három afroamerikai nő küzdelmeit mutatja be egy szegregált rendszerben, azonban ők nem akármilyen nők, hanem mesterelmék. 
A NASA-nál kezdenek el dolgozni a hidegháború korában, mikor az oroszok megelőzték Amerikát, hisz Jurij Gagarin akkor tájt ért vissza a földre. 
Katherine, Dorothy és Mary hiába kiemelkedőek, nem hagyják őket érvényesülni a saját területükön.
Katherine egy megözvegyült háromgyermekes családanya, akit áthelyeztek egy fehér férfiakkal tele lévő irodába a nyugati, afroamerikai nőkből álló csoportból. Meg kell küzdenie az előítéletekkel es kitakart adatokkal kell számolnia. De ügyesen veszi az akadályokat, olyannyira, hogy John Glenn csak akkor hajlandó felmenni az IBM számításait Katherine Goble ellenőrzi. Közben az özvegy nő megismerkedik Jim Johnson ezredessel, aki később feleségül veszi, így a magánélete is kiegyensúlyozottá válik. 
Dorothy Vaughan több mint egy évig végez csoportvezetői feladatokat, úgy, hogy beosztása szerint nem az, így a fizetése sem aranyos. Többször nyújt be kérelmet, melyet rendre elutasítanak. Am mikor megtudja, hogy egy új számítógép érkezik a NASA-hoz felismeri, hogy munkájuk számolóként hamarosan szükségtelen lesz, tovább képzi magát, majd a csoportjába tartozó nőket, így jobban értenek a programozáshoz, mint a beosztott férfiak. Végül az IBM-es csoport vezetőjévé nevezik ki. 
Mary Jackson karakterét jellemzi a legnagyobb virtus, így bár tudja, hogy nem vehet reszt a NASA mérnök programjában, nem hagyja annyiban a dolgot. Ügyével bíróságra megy és beiratkozhat egy szegregált, fehér iskolába, ami szükséges a programhoz. Így ő lesz az első fekete nő mesterdiplomával. 
A film vége nem egy egyszerű happy end, hanem egy út kezdete, aminek végén a feketéknek nem kell a busz végében helyet foglalnia es a nőknek nem csupán a konyhában a helye.

## Szereplők
| Szereplő                 | Színész              | Magyar hangja     |
| ------------------------ | -------------------- | ----------------- |
| Katherine Johnson        | Taraji P. Henson     | Parti Nóra        |
| Dorothy Vaughan          | Octavia Spencer      | Bognár Gyöngyvér  |
| Mary Jackson             | Janelle Monáe        | Szilágyi Csenge   |
| Al Harrison              | Kevin Costner        | Kőszegi Ákos      |
| Vivian Michael           | Kirsten Dunst        | Ruttkay Laura     |
| Paul Stafford            | Jim Parsons          | Hamvas Dániel     |
| Jim Johnson              | Mahershala Ali       | Kálid Artúr       |
| Levi Jackson             | Aldis Hodge          | Horváth Illés     |
| John Glenn               | Glen Powell          | Bercsényi Péter   |
| Ruth                     | Kimberly Quinn       | Pálfi Kata        |
| Karl Zielinski           | Olek Krupa           | Törköly Levente   |
| Jim Webb                 | Ken Strunk           | Berzsenyi Zoltán  |
| Joylette Johnson         | Ariana Neal          | Azurák Zsófia     |
| fiatal Katherine Coleman | Lidya Jewett         | Azurák Zsófia     |
| Constance Johnson        | Saniyya Sidney       | Csikos Léda       |
| Kathy Johnson            | Zani Jones Mbayise   | Azurák Hanna      |
| Levi, Jr.                | Tre Stokes           | Kadosa Patrik     |
| Kenneth Vaughn           | Alkoya Brunson       | Prukner Barna     |
| Leonard Vaughn           | Ashton Tyler         | Prukner Mátyás    |
| Mrs. Joylette Coleman    | Donna Biscoe         | Réti Szilvia      |
| Joshua Coleman           | Jaiden Kaine         | Maróti Attila     |
| Ms. Summer               | Maria Howell         | Márton Eszter     |
| zsaru                    | Ron Clinton Smith    | Tóth Zoltán       |
| Ayres lelkész            | Robert McKay         | Dézsy Szabó Gábor |
| Bill Calhoun             | Scott Michael Morgan | Hannus Zoltán     |
| könyvtárosnő             | Rhoda Griffis        | Egri Márta        |
| bíró                     | Frank Hoyt Taylor    | Csuha Lajos       |
| katonatiszt              | Bob Jennings         | Bognár Tamás      |
| irányító                 | Cullen Moss          | Welker Gábor      |
| Sam Turner               | Kurt Krause          | Mohai Tamás       |
| Gordon Cooper            | Joe Hardy, Jr.       | Haagen Imre       |

további magyar hangok: Bordás János, Faragó András, Fehér Péter, Fehérváry Márton, Fellegi Lénárd, Haagen Imre, Hábermann Lívia, Hay Anna, Kövesdi László, Lovas Dániel, Mesterházy Gyula, Mohácsi Nóra, Roszik Hella, Sipos Viktória, Sodró Eliza, Szakács Hajnal

## Fontosabb díjak és jelölések
| Díj                     | Kategória                                    | Eredmény |
| ----------------------- | -------------------------------------------- | -------- |
| BAFTA-díj               | legjobb adaptált forgatókönyv                | Jelölve  |
| Golden Globe-díj        | legjobb női mellékszereplő (Octavia Spencer) | Jelölve  |
| Golden Globe-díj        | legjobb eredeti filmzene                     | Jelölve  |
| Grammy-díj              | legjobb filmzene                             | Jelölve  |
| Grammy-díj              | legjobb filmmix                              | Jelölve  |
| Oscar-díj               | legjobb film                                 | Jelölve  |
| Oscar-díj               | legjobb női mellékszereplő (Octavia Spencer) | Jelölve  |
| Oscar-díj               | legjobb adaptált forgatókönyv                | Jelölve  |
| Screen Actors Guild-díj | legjobb szereplőgárda (mozifilm)             | Elnyerte |
| Screen Actors Guild-díj | legjobb női mellékszereplő (Octavia Spencer) | Jelölve  |